# Rhodinol
Rhodinol es un alcohol monoterpeno que se produce naturalmente en el geranium y el aceite de citronela. Se utiliza en cosméticos y perfumería para impartir olores de flores.